# Alexander zu Hohenlohe-Waldenburg-Schillingsfürst

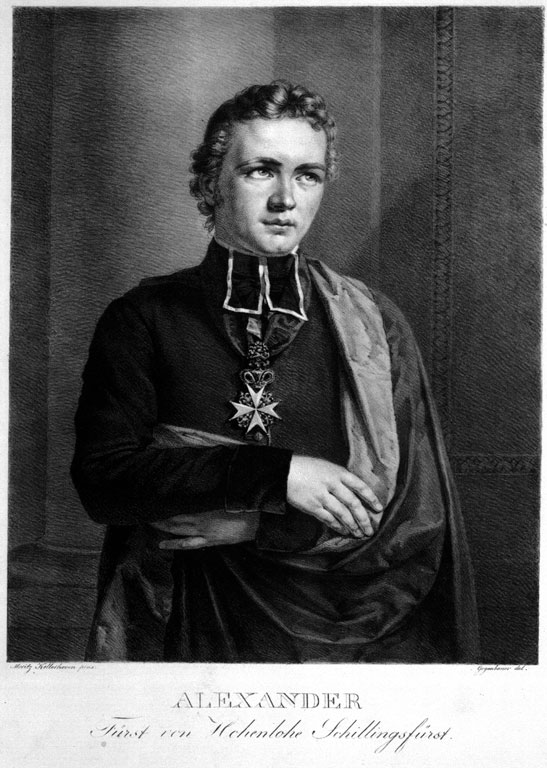
Alexander zu Hohenlohe-Waldenburg-Schillingsfürst

Alexander Leopold Franz Emmerich Prinz zu Hohenlohe-Waldenburg-Schillingsfürst (Kupferzell bij Waldenburg 17 augustus 1794 – Vöslau bij Wenen 14 november 1849) was een Duits priester en wonderdoener.

## Jeugd en studie
Hij was het achttiende kind van de zielszieke erfprins Karl Albrecht zu Hohenlohe-Waldenburg-Schillingsfürst en Judith barones von Reviczky, dochter van een Hongaars edelman, die hem bij zijn geboorte voor de kerk bestemde. Na de dood van zijn vader werd hij door een voormalig jezuïet opgevoed. Hij studeerde geesteswetenschappen aan het Theresianum te Wenen (1804-1808) en in Bern (1808-1810), vervolgens filosofie aan het aartsbisschoppelijk seminarie te Wenen (1810-1812), theologie aan het seminarie te Tyrnau (1812-1814) en te Ellwangen (1814-1815).

## Carrière
Hij werd op 6 september 1815 tot priester gewijd en wijdde zich aan de zielzorg te Stuttgart en sinds 1817 te München. Sinds maart 1816 was hij lid van de Johannieterorde. Te München en te Bamberg, waar hij na een audiëntie bij de paus in Rome bij het vicariaat-generaal werkzaam was, werd hij van jezuïtische en obscurantistische denkbeelden beschuldigd.
Op 1 februari 1821 werd hij, naar hij dacht door de gebeden van de boer Martin Michel, genezen van een ernstige keelpijn. Hij raakte overtuigd van de kracht van het gebed en deed op 21 juni 1821 met Michel zijn eerste poging tot gebedsgenezing op prinses Mathilde von Schwarzenberg, die door een rugkwaal verlamd was, hoewel ze met behulp van machines weer kon zitten en staan. Het feit dat de prinses na gebeden en de oproep om in de naam van Jezus en de Heilige Drievuldigheid inderdaad opstond was voor Hohenlohe aanleiding zich geheel aan het genezen te wijden.
Al snel bezocht hem een grote hoeveelheid hulpbehoeftigen - onder wie korte tijd kroonprins Lodewijk van Beieren -, maar na maatregelen van de autoriteiten en het mislukken van een significant aantal genezingspogingen, begaf hij zich in 1822 naar Wenen en vervolgens naar Hongarije. Zijn activiteiten, die de Rooms-Katholieke Kerk niet veroordeelde, werden in de katholieke wereld met gemengde gevoelens ontvangen.
Hij werd vervolgens te Oradea kanunnik, in 1829 groot-proost en in 1844 titulair bisschop van Sardica. Hij stierf op  14 november 1849 te Vöslau bij Wenen.
- Bibliothèque nationale de France: cb13262683t (data)
- Gemeinsame Normdatei: 118861484
- International Standard Name Identifier: 0000 0000 8084 5329
- Library of Congress Control Number: nr91040259
- Nationale Bibliotheek van Tsjechië: jx20080505003
- Nationale Bibliotheek van Israël: 987007317520305171
- Nederlandse Thesaurus van Auteursnamen: 070581827
- Réseau des bibliothèques de Suisse occidentale: 02-A000080938
- Système universitaire de documentation: 154451363
- Virtual International Authority File: 5075640
- WorldCat: E39PBJvRTV3BJ4mf3QYcwFWYyd